# Snowmass Village
Snowmass Village – miasto w Stanach Zjednoczonych, w stanie Kolorado, w hrabstwie Pitkin.